# Sportler des Jahres (Niederlande)

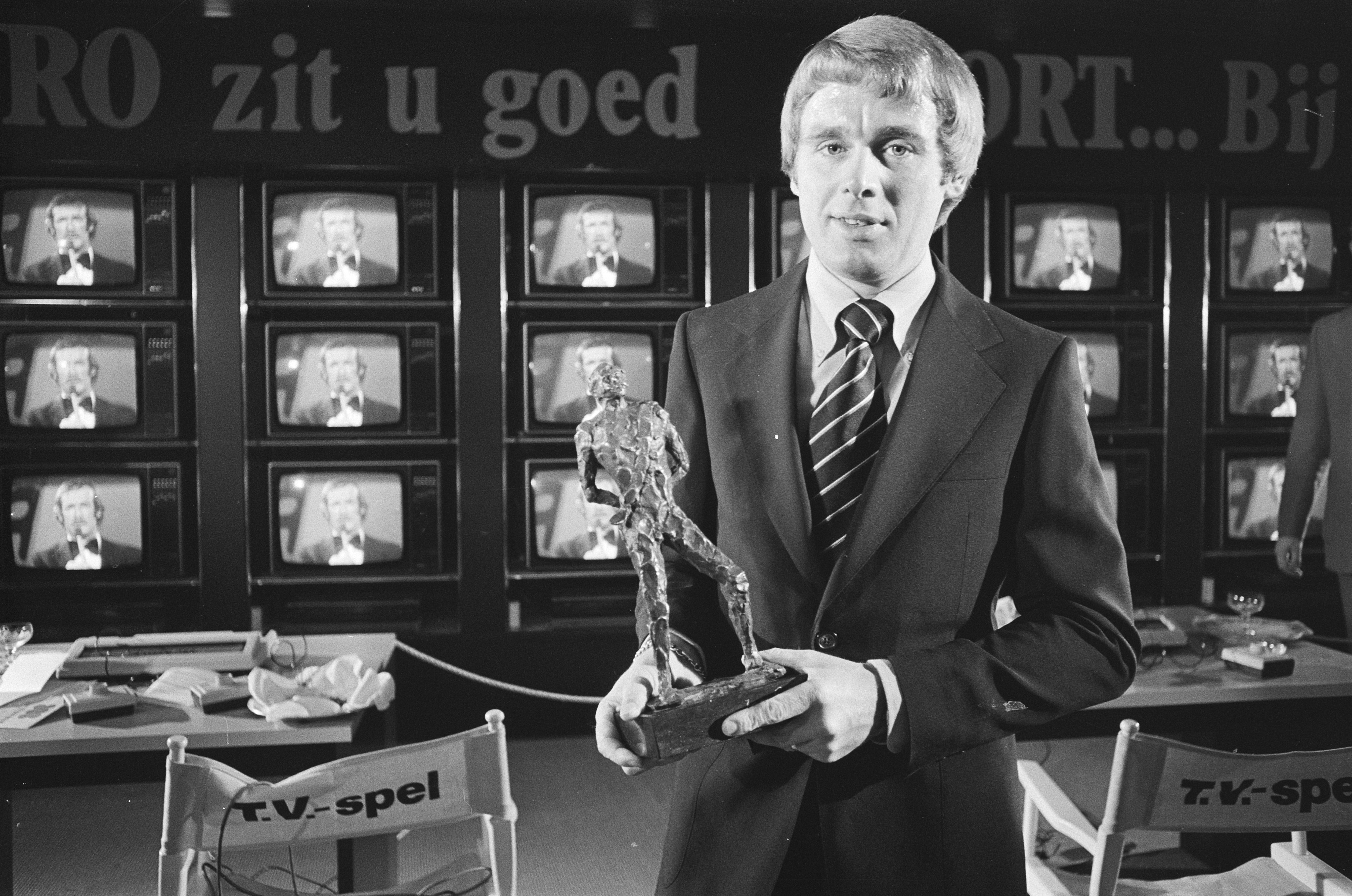
Hennie Kuiper, Sportler des Jahres 1977, mit dem Jaap Eden Award

Die niederländischen Sportler des Jahres, Sportman van het jaar bzw. Sportvrouw van het jaar werden seit 1951 gewählt. Die Wahl wird vom niederländischen Olympischen Komitee organisiert. Die Gewinner erhalten seit 1972 als Trophäe eine kleine Bronzefigur von Jaap Eden.
Die Ehrung entstand 1951 aus der Initiative des niederländischen Sportjournalisten Tom Schreurs (1896–1956) und der Algemene Vereniging Radio Omroep (AVRO), deutsch „Allgemeine Rundfunkvereinigung“. Von 1951 bis 1958 wurde noch kein Unterschied zwischen den „Sportlern“ und den „Sportlerinnen des Jahres“ gemacht. Sie sind für diesen Zeitraum, im Folgenden, in der Liste der „Sportler des Jahres“ zusammengefasst dargestellt.
Je sechsmal wurden die Eiskunstläuferin Sjoukje Dijkstra (von 1959 bis 1964) und die Radsportlerin Leontien Zijlaard-van Moorsel (zwischen 1990 und 2004) gewählt. Je viermal wurden der Judoka Anton Geesink (zwischen 1957 und 1965) sowie der Eisschnellläufer Ard Schenk (zwischen 1966 und 1972) und der Geräteturner Epke Zonderland (zwischen 2009 und 2013) gewählt.
Im Vorfeld der eigentlichen Preisverleihung wählt eine Fachjury die Nominierten für jede Kategorie aus. Anschließend stimmen die niederländischen Athleten aus A-Kadern und Nationalteams über die Verleihung ab. Sowohl die Stimmen der Juroren als auch die Stimmen der Athleten zählen zu 50 Prozent (Stand der Verfahrensbeschreibung: 2022).
| Jahr | Sportler des Jahres                   | Sportart                       | Sportlerin des Jahres          | Sportart                       | Mannschaft des Jahres                                                                                | Sportart        | Behindertensportler des Jahres   | Sportart                       |
| ---- | ------------------------------------- | ------------------------------ | ------------------------------ | ------------------------------ | --- | --------------- | -------------------------------- | ------------------------------ |
| 1951 | Abe Lenstra                           | Fußball                        |                                |                                | |                 |                                  |                                |
| 1952 | Abe Lenstra                           | Fußball                        |                                |                                | |                 |                                  |                                |
| 1953 | Arie van Vliet                        | Radsport                       |                                |                                | |                 |                                  |                                |
| 1954 | Geertje Wielema                       | Schwimmen                      |                                |                                | |                 |                                  |                                |
| 1955 | Mary Kok                              | Schwimmen                      |                                |                                | |                 |                                  |                                |
| 1956 | Klaas Boot                            | Turnen                         |                                |                                | |                 |                                  |                                |
| 1957 | Anton Geesink                         | Judo                           |                                |                                | |                 |                                  |                                |
| 1958 | Gerrit Schulte                        | Radsport                       |                                |                                | |                 |                                  |                                |
| 1959 | Arie van Houwelingen                  | Radsport                       | Sjoukje Dijkstra               | Eiskunstlauf                   | |                 |                                  |                                |
| 1960 | Eef Kamerbeek                         | Leichtathletik                 | Sjoukje Dijkstra               | Eiskunstlauf                   | |                 |                                  |                                |
| 1961 | Anton Geesink und Henk van der Grift  | Judo Eisschnelllauf            | Sjoukje Dijkstra               | Eiskunstlauf                   | |                 |                                  |                                |
| 1962 | Henk Nijdam                           | Radsport                       | Sjoukje Dijkstra               | Eiskunstlauf                   | |                 |                                  |                                |
| 1963 | Peter Post                            | Radsport                       | Sjoukje Dijkstra               | Eiskunstlauf                   | |                 |                                  |                                |
| 1964 | Anton Geesink                         | Judo                           | Sjoukje Dijkstra               | Eiskunstlauf                   | |                 |                                  |                                |
| 1965 | Anton Geesink                         | Judo                           | Ada Kok                        | Schwimmen                      | |                 |                                  |                                |
| 1966 | Ard Schenk und Kees Verkerk           | Eisschnelllauf                 | Ada Kok                        | Schwimmen                      | |                 |                                  |                                |
| 1967 | Kees Verkerk                          | Eisschnelllauf                 | Stien Kaiser                   | Eisschnelllauf                 | |                 |                                  |                                |
| 1968 | Jan Janssen                           | Radsport                       | Ada Kok                        | Schwimmen                      | Ajax Amsterdam                                                                                       | Fußball         |                                  |                                |
| 1969 | Tom Okker                             | Tennis                         | Maria Gommers                  | Leichtathletik                 | Ajax Amsterdam                                                                                       | Fußball         |                                  |                                |
| 1970 | Ard Schenk                            | Eisschnelllauf                 | Atje Keulen-Deelstra           | Eisschnelllauf                 | Feyenoord Rotterdam                                                                                  | Fußball         |                                  |                                |
| 1971 | Ard Schenk                            | Eisschnelllauf                 | Willy Stähle                   | Wasserski                      | Damen-Nationalteam                                                                                   | Hockey          |                                  |                                |
| 1972 | Ard Schenk                            | Eisschnelllauf                 | Ans van Gerven                 | Turnen                         | Ajax Amsterdam                                                                                       | Fußball         |                                  |                                |
| 1973 | Johan Cruyff                          | Fußball                        | Enith Brigitha                 | Schwimmen                      | Herren-Nationalmannschaft                                                                            | Hockey          |                                  |                                |
| 1974 | Johan Cruyff                          | Fußball                        | Enith Brigitha                 | Schwimmen                      | Männer-Nationalmannschaft                                                                            | Fußball         |                                  |                                |
| 1975 | Jos Hermens                           | Leichtathletik                 | Dianne de Leeuw                | Eiskunstlauf                   | IJsselmeervogels                                                                                     | Fußball         |                                  |                                |
| 1976 | Piet Kleine                           | Eisschnelllauf                 | Keetie van Oosten-Hage         | Radsport                       | Männer-Nationalmannschaft                                                                            | Wasserball      |                                  |                                |
| 1977 | Hennie Kuiper                         | Radsport                       | Keetie van Oosten-Hage         | Radsport                       | Herren-Nationalmannschaft                                                                            | Springreiten    |                                  |                                |
| 1978 | Gerrie Knetemann                      | Radsport                       | Keetie van Oosten-Hage         | Radsport                       | Männer-Nationalmannschaft                                                                            | Fußball         |                                  |                                |
| 1979 | Jan Raas                              | Radsport                       | Petra de Bruin                 | Radsport                       | Männer-Nationalmannschaft                                                                            | Eishockey       |                                  |                                |
| 1980 | Joop Zoetemelk                        | Radsport                       | Annie Borckink                 | Eisschnelllauf                 | TI-Raleigh                                                                                           | Radsport        |                                  |                                |
| 1981 | Hennie Stamsnijder                    | Radcross                       | Bettine Vriesekoop             | Tischtennis                    | Zweier ohne Steuermann (Jan Willem Atsma, Ted Bosman)                                                | Rudern          |                                  |                                |
| 1982 | Gerard Nijboer                        | Leichtathletik                 | Annemarie Verstappen           | Schwimmen                      | Team Mannschaftszeitfahren                                                                           | Radsport        |                                  |                                |
| 1983 | Rob Druppers                          | Leichtathletik                 | Conny van Bentum               | Schwimmen                      | Damen-Nationalmannschaft                                                                             | Hockey          |                                  |                                |
| 1984 | Stephan van den Berg                  | Windsurfen                     | Ria Stalman                    | Leichtathletik                 | Damen-Nationalmannschaft                                                                             | Hockey          |                                  |                                |
| 1985 | Joop Zoetemelk                        | Radsport                       | Bettine Vriesekoop             | Tischtennis                    | Frauen-Nationalmannschaft                                                                            | Volleyball      |                                  |                                |
| 1986 | Hein Vergeer                          | Eisschnelllauf                 | Nelli Cooman                   | Leichtathletik                 | Damen-Nationalmannschaft                                                                             | Hockey          |                                  |                                |
| 1987 | Ruud Gullit                           | Fußball                        | Irene de Kok                   | Judo                           | Ajax Amsterdam                                                                                       | Fußball         |                                  |                                |
| 1988 | Steven Rooks                          | Radsport                       | Yvonne van Gennip              | Eisschnelllauf                 | Männer-Nationalmannschaft                                                                            | Fußball         |                                  |                                |
| 1989 | Leo Visser                            | Eisschnelllauf                 | Elly van Hulst                 | Leichtathletik                 | Männer-Nationalmannschaft                                                                            | Volleyball      |                                  |                                |
| 1990 | Erik Breukink                         | Radsport                       | Leontien van Moorsel           | Radsport                       | Herren-Nationalmannschaft                                                                            | Hockey          |                                  |                                |
| 1991 | Arnold Vanderlyde und Edwin Jongejans | Boxen Turmspringen             | Ingrid Haringa                 | Radsport                       | Doppel-Zweier (Nico Rienks, Henk-Jan Zwolle)                                                         | Rudern          |                                  |                                |
| 1992 | Bart Veldkamp                         | Eisschnelllauf                 | Ellen van Langen               | Leichtathletik                 | Männer-Nationalmannschaft                                                                            | Volleyball      |                                  |                                |
| 1993 | Falko Zandstra                        | Eisschnelllauf                 | Leontien van Moorsel           | Radsport                       | Herren-Doppel (Jacco Eltingh/Paul Haarhuis)                                                          | Tennis          |                                  |                                |
| 1994 | Regilio Tuur                          | Boxen                          | Anky van Grunsven              | Dressurreiten                  | Männer-Nationalmannschaft                                                                            | Volleyball      |                                  |                                |
| 1995 | Danny Nelissen                        | Radsport                       | Angelique Seriese              | Judo                           | Ajax Amsterdam                                                                                       | Fußball         |                                  |                                |
| 1996 | Richard Krajicek                      | Tennis                         | Ingrid Haringa                 | Radsport                       | Männer-Nationalmannschaft                                                                            | Volleyball      |                                  |                                |
| 1997 | Marcel Wouda                          | Schwimmen                      | Tonny de Jong                  | Eisschnelllauf                 | Männer-Nationalmannschaft                                                                            | Volleyball      |                                  |                                |
| 1998 | Gianni Romme                          | Eisschnelllauf                 | Marianne Timmer                | Eisschnelllauf                 | Herren-Doppel (Jacco Eltingh/Paul Haarhuis)                                                          | Tennis          |                                  |                                |
| 1999 | Pieter van den Hoogenband             | Schwimmen                      | Leontien Zijlaard-van Moorsel  | Radsport                       | 4 × 100 m Freistil Staffel (Männer)                                                                  | Schwimmen       |                                  |                                |
| 2000 | Pieter van den Hoogenband             | Schwimmen                      | Leontien Zijlaard-van Moorsel  | Radsport                       | Herren-Nationalmannschaft                                                                            | Hockey          |                                  |                                |
| 2001 | Erik Dekker                           | Radsport                       | Inge de Bruijn                 | Schwimmen                      | Frauen-Nationalmannschaft                                                                            | Turnen          |                                  |                                |
| 2002 | Jochem Uytdehaage                     | Eisschnelllauf                 | Verona van de Leur             | Turnen                         | Frauen-Nationalmannschaft                                                                            | Turnen          | Esther Vergeer                   | Rollstuhltennis                |
| 2003 | Erben Wennemars                       | Eisschnelllauf                 | Leontien Zijlaard-van Moorsel  | Radsport                       | 4-mal-100-Meter-Staffel                                                                              | Leichtathletik  | Esther Vergeer                   | Rollstuhltennis                |
| 2004 | Pieter van den Hoogenband             | Schwimmen                      | Leontien Zijlaard-van Moorsel  | Radsport                       | 4 × 100 m Freistil Staffel (Männer)                                                                  | Schwimmen       | Kenny van Weeghel                | Leichtathletik                 |
| 2005 | Yuri van Gelder                       | Turnen                         | Edith van Dijk                 | Schwimmen                      | Marcelien de Koning/Lobke Berkhout                                                                   | Segeln          | Esther Vergeer                   | Rollstuhltennis                |
| 2006 | Theo Bos                              | Radsport                       | Ireen Wüst                     | Eisschnelllauf                 | Damen-Nationalmannschaft                                                                             | Hockey          | Pieter Gruijters                 | Leichtathletik                 |
| 2007 | Sven Kramer                           | Eisschnelllauf                 | Marleen Veldhuis               | Schwimmen                      | U21-Fußball-Nationalmannschaft der Männer                                                            | Fußball         | Annette Roozen und Marion Nijhof | Leichtathletik Schwimmen       |
| 2008 | Maarten van der Weijden               | Schwimmen                      | Marianne Vos                   | Radsport                       | Frauen-Nationalmannschaft                                                                            | Wasserball      | Esther Vergeer                   | Rollstuhltennis                |
| 2009 | Epke Zonderland                       | Turnen                         | Marianne Vos                   | Radsport                       | 4 × 100 m Freistil Staffel (Frauen)                                                                  | Schwimmen       | Monique van der Vorst            | Handbike                       |
| 2010 | Mark Tuitert                          | Eisschnelllauf                 | Nicolien Sauerbreij            | Snowboard                      | Männer-Nationalmannschaft                                                                            | Fußball         | Esther Vergeer                   | Rollstuhltennis                |
| 2011 | Epke Zonderland                       | Turnen                         | Ranomi Kromowidjojo            | Schwimmen                      | Nationalmannschaft                                                                                   | Baseball        | Thierry Schmitter                | Segeln                         |
| 2012 | Epke Zonderland                       | Turnen                         | Ranomi Kromowidjojo            | Schwimmen                      | Damen-Nationalmannschaft                                                                             | Hockey          | Marlou van Rhijn                 | Leichtathletik                 |
| 2013 | Epke Zonderland                       | Turnen                         | Marianne Vos                   | Radsport                       | Alexander Brouwer/Robert Meeuwsen                                                                    | Beachvolleyball | Marlou van Rhijn                 | Leichtathletik                 |
| 2014 | Arjen Robben                          | Fußball                        | Ireen Wüst                     | Eisschnelllauf                 | Männer-Nationalmannschaft                                                                            | Fußball         | Bibian Mentel                    | Ski Alpin                      |
| 2015 | Sjinkie Knegt                         | Shorttrack                     | Dafne Schippers                | Leichtathletik                 | Reinder Nummerdor/Christiaan Varenhorst                                                              | Beachvolleyball | Jiske Griffioen                  | Rollstuhltennis                |
| 2016 | Max Verstappen                        | Motorsport                     | Sanne Wevers                   | Turnen                         | Maaike Head/Ilse Paulis                                                                              | Rudern          | Liesette Bruinsma                | Schwimmen                      |
| 2017 | Tom Dumoulin                          | Radsport                       | Dafne Schippers                | Leichtathletik                 | Frauen-Nationalmannschaft                                                                            | Fußball         | Jetze Plat                       | Handbike                       |
| 2018 | Kjeld Nuis                            | Eisschnelllauf                 | Suzanne Schulting              | Shorttrack                     | Teamsprint-Mannschaft (Nils van ’t Hoenderdaal, Harrie Lavreysen, Matthijs Büchli, Roy van den Berg) | Bahnradsport    | Bibian Mentel                    | Ski Alpin                      |
| 2019 | Mathieu van der Poel                  | Radsport                       | Sifan Hassan                   | Leichtathletik                 | Frauen-Nationalmannschaft                                                                            | Handball        | Jetze Plat                       | Handbike                       |
| 2020 | wegen Corona-Pandemie abgesagt        | wegen Corona-Pandemie abgesagt | wegen Corona-Pandemie abgesagt | wegen Corona-Pandemie abgesagt | |                 |                                  |                                |
| 2021 | Max Verstappen                        | Motorsport                     | Sifan Hassan                   | Leichtathletik                 | Teamsprint-Mannschaft (Jeffrey Hoogland, Harrie Lavreysen, Matthijs Büchli, Roy van den Berg)        | Bahnradsport    | Jetze Plat                       | Handbike                       |
| 2022 | Max Verstappen                        | Motorsport                     | Irene Schouten                 | Eisschnelllauf                 | 4 × 400 m Staffel (Frauen)                                                                           | Leichtathletik  | Diede de Groot                   | Rollstuhltennis                |
| 2023 | Mathieu van der Poel                  | Radsport                       | Femke Bol                      | Leichtathletik                 | 4 × 400 m Staffel (Frauen)                                                                           | Leichtathletik  | Diede de Groot Joël de Jong      | Rollstuhltennis Leichtathletik |